# La concheperla
«La concheperla», también llamada La decana, es una marinera peruana recuperada en 1892 por José Alvarado "Alvaradito" con letra de Abelardo Gamarra "El tunante". Es la primera marinera compuesta para ser cantada y tocada a piano, y una de las más emblemáticas y reconocidas.

## Historia

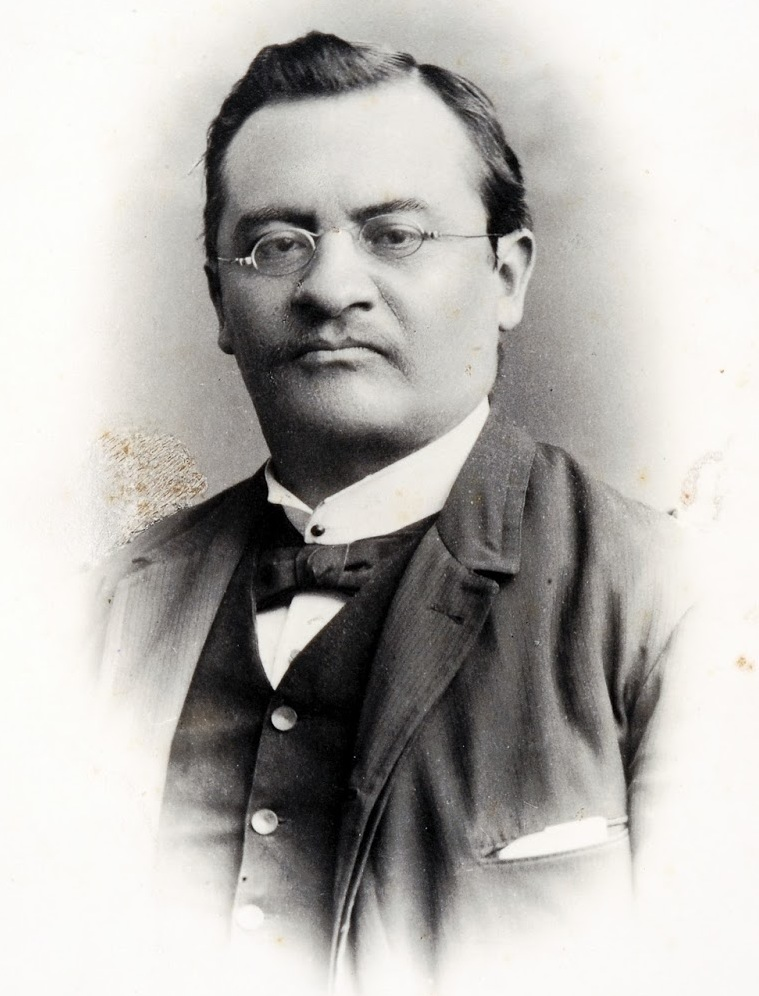
Abelardo Manuel Gamarra Rondó, apodado el Tunante.

Durante la guerra con Chile, Abelardo Gamarra rebautizó la danza denominada "chilena" por "marinera", en honor al Huáscar y su comandante, el piurano Miguel Grau. Años después, José Alvarado compuso una canción llamada La zamba, pero tiempo después Gamarra le cambió el nombre por el de La conche'perla (La concha de perla) y escribió su letra, recogiendo una fuga muy popular, Si tienes plata, ahora no te vas, y adaptándola a la música de Alvarado.
En esos años el academicismo musical desdeñaba los gustos populares y Gamarra no encontraba quien escribiese la música compuesta por Alvarado. Lo solución a este dilema vino de la mano de una niña de 14 años, Rosa Mercedes Ayarza, hermana de Alejandro Ayarza "Karamanduca", que debido a su talento y precocidad en el piano pudo trasladar al pentagrama los sonidos que ambos compositores le dictaban. Gamarra conoció a Ayarza durante un concierto ofrecido por la niña. Envió los apuntes a Italia para que fuesen impresos y realizar su difusión.

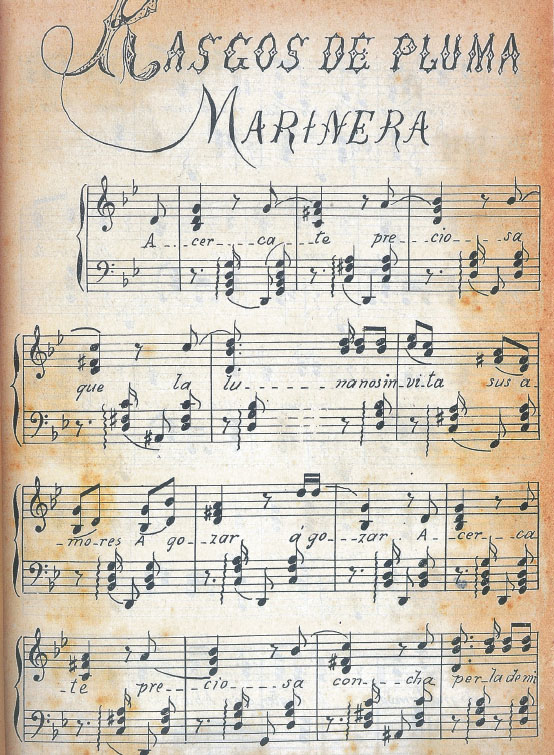
Partitura de «La concheperla», denominada Rasgos de pluma (Marinera) en el libro homónimo de 1899 de Abelardo Gamarra.

La primera publicación de «La concheperla» fue en 1899 bajo el título de Rasgos de pluma (Marinera), en el libro homónimo de Gamarra.
Entre 1910 y 1924 el etnógrafo alemán Enrique Brüning recorrió la costa norte del Perú recolectando antigüedades y realizando grabaciones sonoras de música popular en cilindros de cera. Grabó en la provincia de Contumaza una versión a flauta y tambor de La concheperla.
El 28 de julio de 1938, durante Fiestas Patrias, fue interpretada por la Orquesta Sinfónica Nacional en el Teatro Municipal de Lima, bajo la dirección de Rosa Mercedes.
Hasta mediados de 1960 se creía que La concheperla era la primera marinera creada, pero ese honor le pertenece a La antofagasta, escrita en 1879 también por Gamarra con música del cuzqueño Nicanor Núñez del Prado. Así mismo, hasta estas fechas se pensaba que la composición pertenecía a Rosa Mercedes Ayarza, pero fue el historiador Julio Rojas Melgarejo quien reveló el error, causando polémica.
En 2013 la ciudad de Trujillo obtuvo el Récord Guinness por el mayor número de personas bailando marinera. Fueron más de 1300 personas que danzaron durante 5 minutos al ritmo de La concheperla.

### ¿Tondero o marinera?
Existe la controversia sobre si «La concheperla» es una marinera o un tondero.
Según el investigador José Durand, Gamarra confundió el tondero, la mozamala, la chilena, la sanjuliana, creyendo que era el mismo género. De hecho establece que originalmente «La concheperla» se tocaba como tondero. Esta misma teoría es sostenida por el musicólogo Nicomedes Santa Cruz.

## Letra
Acércate, preciosa

que la luna nos invita
sus amores a gozar, a gozar.
Acércate, preciosa
Concha perla de mi vida
cómo no la brota mar, el mar, el mar.
Abre tu reja
por un momento
decirte deja
mi pensamiento,
Si oyes benigna
mi inspiración
si la crees digna Zamba
De tu atención
Ahora no te vas
si tienes plata
mañana te irás
Ahora no te vas
si tienes plata
mañana te irás
Si no la tienes
mándate mudar.
Abre tu reja...
Recibe en premio
la fineza de mi amor
De la luna el resplandor
Ay! la fineza de mi amor
De la luna el resplandor
Ay! la fineza de mi amor

Ay! la fineza de mi amor